# Octave Gallice
Pour les articles homonymes, voir Gallice.
Louis Adolphe Octave Gallice (né le 8 octobre 1857 à Épernay, mort le 18 juin 1906 à Paris) est un cavalier français d'attelage.

## Carrière
Octave Gallice et deux autres frères, Charles et Henri, étaient les propriétaires du champagne Perrier-Jouët, et avec Henri, il hérite des droits sur le nom Perrier-Jouët, et forme la société Gallice et Compagnie. Amoureux des chevaux, Octave Gallice construit une grande grange à chevaux derrière les bureaux de Perrier-Jouët à Épernay. Il épouse Blanche Elisa Victorine Mauger en 1892, un mariage sans enfant.
Il participe à l'épreuve d'attelage à quatre chevaux aux Jeux olympiques de 1900 à Paris.